# Cabos
Cabos — свободный файлообменный клиент сети Gnutella для платформы Java. Основан на исходном коде LimeWire, по сравнению с реализацией которого имеет упрощённый интерфейс. Графический интерфейс Cabos написан на REALbasic.
Отличается от LimeWire отсутствием встроенного аудиоплеера, библиотеки файлов и чата. Также отсутствует spyware, имевшее место в некоторых версиях LimeWire.
На текущий момент распространение программы остановлено.

## Детали
- Работа за файрволом.
- Поддержка proxy, UPnP.
- Интеграция с iTunes и iPod[2]
- Интеграция лицензий Creative Commons, Weedshare License и DRM.